# Guinada à esquerda

Mapa dos países latino-americanos governados em 2011 por partidos políticos à esquerda no espectro político

Guinada à esquerda, virada à esquerda, onda rosa, maré rosa ou pós-neoliberalismo designa o fenômeno político sul-americano do início do século XXI de ascensão à liderança dos políticos de esquerda, por meio de eleições, em contraposição às lideranças políticas da década de 1990 que promoveram reformas neoliberais e o Estado mínimo.
Sua duração, em algumas análises, está restrita ao intervalo de tempo mais preciso de 1998 a 2006 (período específico tratado como "triunfo da esquerda"), embora outras considerem que o fenômeno durou até 2015. Em meados da década de 2010, houve uma guinada à direita, significando uma reversão do fenômeno, com vitórias eleitorais de lideranças associadas às políticas do fim do século XX.

Mapa da posição política na América Latina mostrando países governados por partidos de esquerda, a partir de 2025.

Esses governos são comumente caracterizados como de esquerda ou centro-esquerda, contudo, as diferenças relevantes entre eles desafiam tal classificação no espectro político. Sem negar a existência de várias características em comum, o jornal francês Libération preferiu tratar como "as esquerdas", ao salientar a heterogeneidade e pluralidade dos governos associados ao fenômeno e que uma união não foi necessariamente construída entre esses países. No entanto, para alguns analistas, esses governos formaram uma "social-democracia radical" ou "social-democracia crioula" na América do Sul, onde se enfatizou o confronto entre a social-democracia e o neoliberalismo. Para além do espectro político, podem caracterizar o fenômeno: o atendimento à aspiração popular por inclusão política e social na forma de eliminação da pobreza e combate às desigualdades, bem como a volta do Estado em sua função de fornecer serviços públicos essenciais às pessoas.
De acordo com pesquisa realizada pela BBC, em 2005, três quartos dos 350 milhões de pessoas na América do Sul viviam sob a liderança de presidentes de esquerda. Após o movimento de integração político-econômica, várias dessas nações contestaram os termos do chamado "Consenso de Washington" — um conjunto de diretrizes de política econômica lançada na anos 1990 pelo governo dos Estados Unidos em parceria com o Fundo Monetário Internacional (FMI) — buscando estabelecer relações comerciais independentes entre os países sul-americanos. As iniciativas de integração sul-americana têm tido, como principal referência histórica, o pan-americanismo, nos termos defendidos pelos libertadores Simón Bolívar e José de San Martín.
O ano de 2008 foi referido como o ápice do fenômeno em função da quantidade de governantes nacionais associados à onda que estavam no poder. Segundo a ex-presidente argentina Cristina Fernández de Kirchner, Hugo Chávez da Venezuela, Luiz Inácio Lula da Silva do Brasil e Evo Morales da Bolívia foram "os três mosqueteiros" da esquerda sul-americana. Hugo Chávez seria considerado o líder da "onda rosa".

## Termomaré rosa
As expressões "onda rosa" e "maré rosa" são traduções do inglês de "pink tide" presente numa frase de março de 2005 de Larry Rohter, repórter do The New York Times em Montevidéu. Ele caracterizou a eleição de Tabaré Vásquez como parte de uma "não tanto uma maré vermelha ... e sim uma rosa". O termo parece ser um jogo de palavras baseado na substituição do vermelho — a cor associada ao comunismo — por um tom suave de "rosa" para indicar as forças crescentes das ideias social-democratas.
Anos antes, "onda rosa" tinha denominado uma fase nas políticas nacionais oeste-europeias cujas eleições, em meados da década de 1990, foram vencidas por figuras como o primeiro-ministro francês Lionel Jospin (do Partido Socialista) e o primeiro-ministro britânico Tony Blair (do Partido Trabalhista).

## História
O colapso da União Soviética em 1991 mudou o ambiente geopolítico, pois muitos movimentos revolucionários desapareceram e a esquerda adotou os princípios básicos do capitalismo. Como resultado, os Estados Unidos não mais percebiam os governos de esquerda como uma ameaça à segurança, criando uma abertura política para a esquerda.
Na década de 1990, a esquerda aproveitou a oportunidade para solidificar sua base, concorrer a um cargo público e ganhar experiência no governo local. No final dos anos 1990 e no início dos anos 2000, as tentativas iniciais fracassadas da região de políticas de privatização, cortes nos gastos sociais e investimento estrangeiro deixaram os países com altos níveis de desemprego, inflação e crescente desigualdade. Este período viu um número crescente de pessoas trabalhando na economia informal e sofrendo de insegurança material, e os laços entre as classes trabalhadoras e os partidos políticos tradicionais enfraquecidos, resultando no aumento de protestos em massa contra os efeitos sociais negativos destes. Políticos, como os piqueteros na Argentina e na Bolívia, movimentos indígenas e camponeses enraizados entre os cocaleiros cujo ativismo culminou no conflito do gás boliviano no início e meados dos anos 2000. As plataformas sociais de esquerda, com foco na mudança econômica e nas políticas redistributivas, ofereceram uma alternativa atraente que mobilizou grandes setores da população da região que votaram em líderes de esquerda para cargos públicos.

### Início

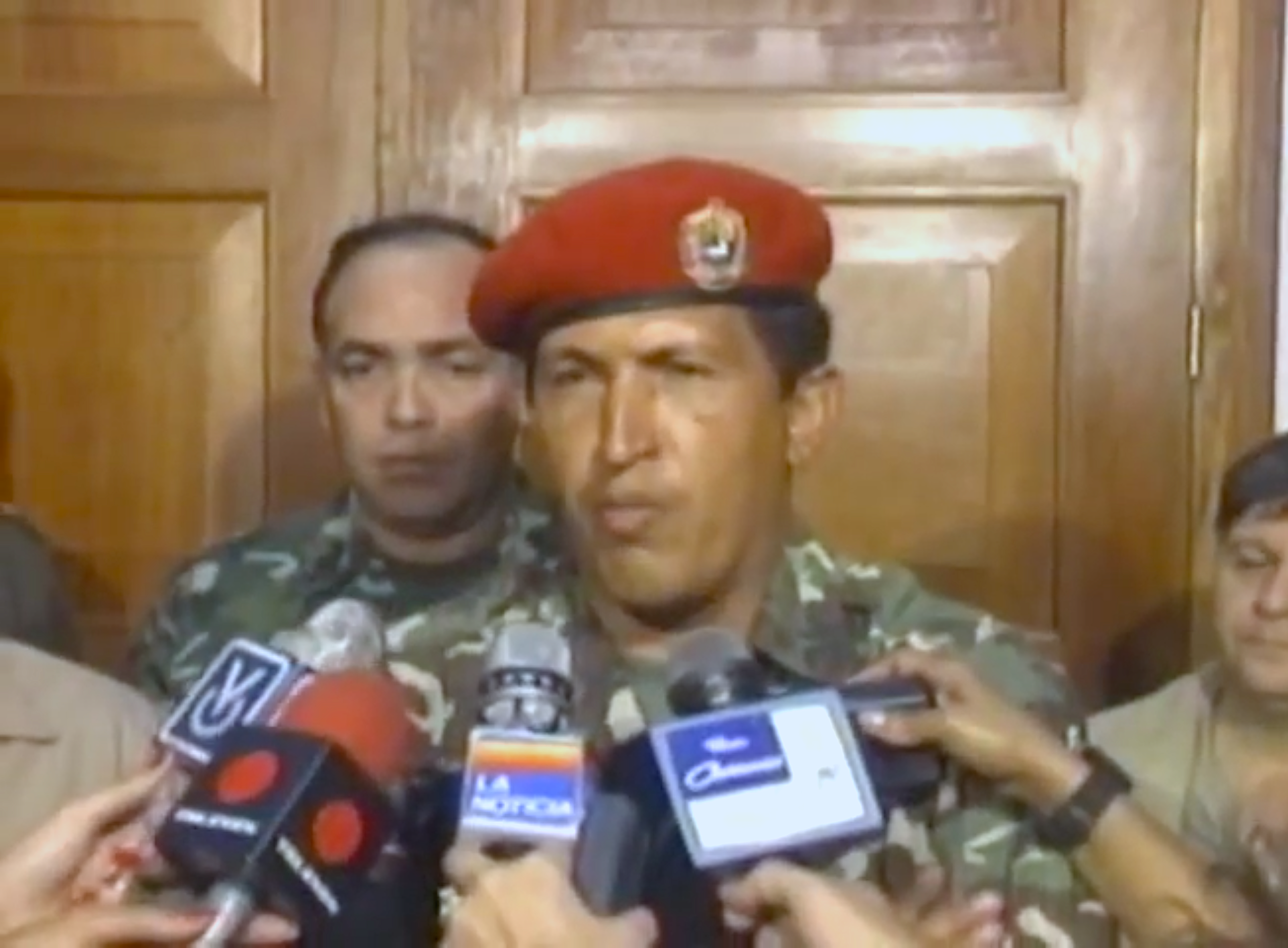
Hugo Chávez, anunciando sua prisão e conclamando as tropas insurgentes a se renderem após o golpe fracassado de 1992

Na década de 1980, a enorme dívida externa, a crise cambial, a inflação e a corrupção geraram uma crise na Venezuela. Em 1989 estourou o Caracaço, uma série de protestos e distúrbios relacionados às medidas econômicas anunciadas pelo governo de Carlos Andrés Pérez. O Caracaço agravou a instabilidade política na Venezuela e, em 1992, um grupo de soldados liderados por Hugo Chávez tentou dar um golpe contra o presidente Carlos Andrés Pérez. Chávez passaria dois anos na prisão e agora livre, em meio ao colapso dos partidos tradicionais e à crescente rejeição popular às medidas tomadas pelo governo, Chávez viajaria a Cuba onde seria recebido por Fidel Castro. Em Cuba, Hugo Chávez diria que "Cuba é um bastião da dignidade latino-americana e como tal deve ser vista e como tal deve ser seguida e como tal deve ser alimentada". Ao retornar, Hugo Chávez deu início a seu próprio movimento político, o Movimento da V República, que o levaria ao poder em 1999, percorrendo o país explicando seu projeto político baseado na necessidade de "refundar a República" convocando uma assembleia constituinte e dizendo que não era socialista, como diria em entrevista a Jaime Bayly: "Não sou socialista, acredito que o mundo de hoje, a América Latina que virá, exige um salto em frente". Hugo Chávez representaria o primeiro presidente de um governo de esquerda depois de muitas décadas na América do Sul e o primeiro governo de um partido membro do Foro de São Paulo. Em entrevista ao ator Sean Penn, Hugo Chávez se definiria como social-democrata, estabelecendo diferenças com o modelo de Fidel Castro: “Fidel é comunista, eu não. Eu sou um social-democrata. Fidel é um marxista-leninista”.

### Desenvolvimento

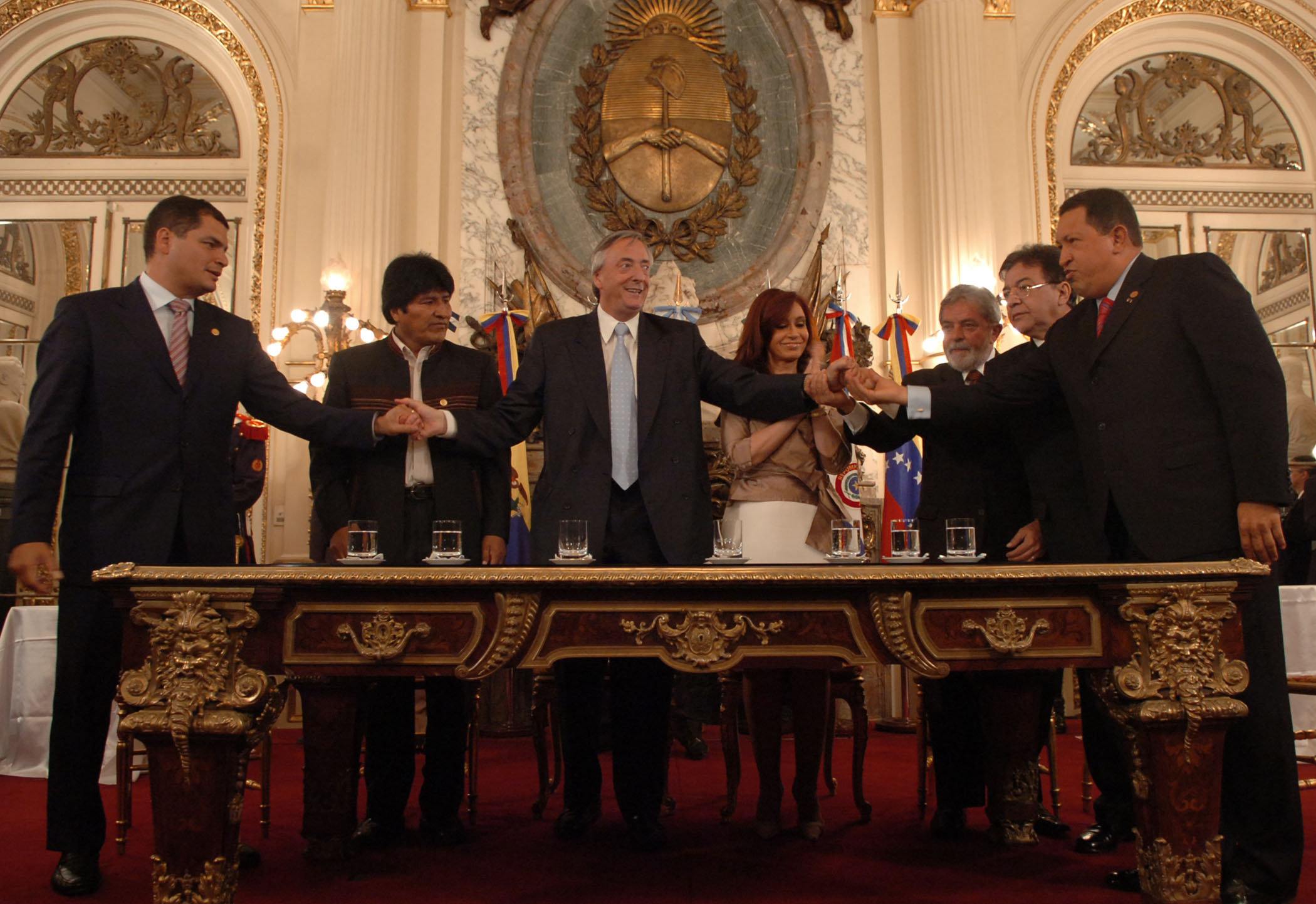
Da esquerda para a direita: Rafael Correa, Evo Morales, Néstor e Cristina Kirchner, Lula, Nicanor Duarte e Hugo Chávez, na fundação do Banco do Sul

Em 2009, o anúncio do então presidente de Honduras, Manuel Zelaya, de realizar um referendo para convocar uma assembleia constituinte que lhe permitiria a reeleição terminaria com um golpe e sua destituição do cargo. Em 2012, seria desencadeado um julgamento político contra o presidente Fernando Lugo por sua responsabilidade política nos confrontos entre camponeses e policiais, com saldo de 17 mortes. Essa crise no Paraguai terminaria com a destituição de Fernando Lugo.

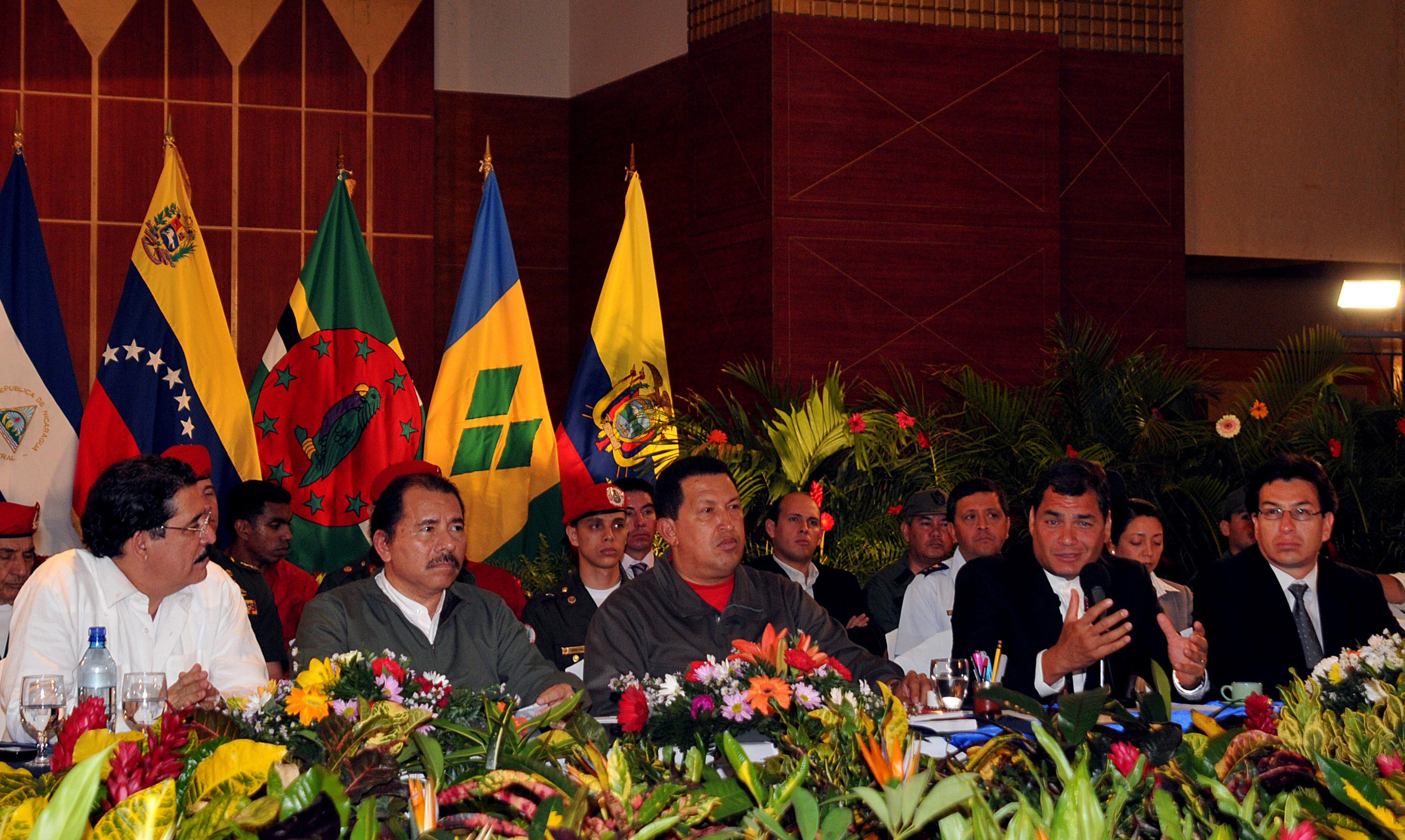
A Aliança Bolivariana para os Povos da Nossa América (ALBA) foi fundada por líderes de esquerda como o nicaraguense Daniel Ortega, o venezuelano Hugo Chávez e o boliviano Evo Morales

Com as dificuldades enfrentadas pelos mercados emergentes em todo o mundo na época, os latino-americanos se afastaram da economia liberal e elegeram líderes de esquerda que recentemente haviam adotado processos mais democráticos. A popularidade desses governos esquerdistas dependia de sua capacidade de usar o boom das commodities dos anos 2000 para iniciar políticas populistas, como as usadas pelo governo bolivariano na Venezuela. De acordo com Daniel Lansberg, isso gerou "grandes expectativas do público em relação ao crescimento econômico contínuo, subsídios e serviços sociais". Com a China se tornando simultaneamente uma nação mais industrializada e exigindo recursos para sua economia crescente, ela tirou proveito das relações tensas com os Estados Unidos e fez parceria com governos de esquerda na América Latina. A América do Sul, em particular, inicialmente viu uma queda na desigualdade e no crescimento de sua economia como resultado do comércio de commodities da China.
Como os preços das commodities despencaram na década de 2010, juntamente com gastos excessivos em algumas economias pelos governos da onda rosa, as políticas tornaram-se insustentáveis e os apoiadores ficaram desencantados, o que levou a rejeição dos governos de esquerda. Analistas dizem que essas políticas insustentáveis foram mais aparentes na Argentina, Brasil, Equador e Venezuela, que receberam financiamento chinês sem qualquer supervisão. Como resultado, alguns estudiosos afirmaram que a ascensão e queda da onda rosa foi "um subproduto da aceleração e declínio do ciclo das commodities".
As políticas nacionais de esquerda na América Latina se dividiram entre os estilos de Hugo Chávez e Lula da Silva, já que este último não se concentrava apenas nos afetados pela desigualdade, mas também atendia às empresas privadas e ao capital global.
Nessa etapa, mudanças significativas foram alcançadas na vida das mulheres e das pessoas LGBT da região: as condições básicas das mulheres de baixa renda e de suas famílias foram melhoradas, foi promovida uma maior participação feminina nas legislaturas nacionais e de alto nível, em alguns países as relações entre pessoas do mesmo sexo e o direito à identidade de gênero foram reconhecidos por lei. No entanto, os governos foram amplamente apoiados por relações de poder heteropatriarcais, privilegiando homens heterossexuais, e os projetos políticos foram baseados em conceitos tradicionais de gênero e sexualidade.

### Declínio

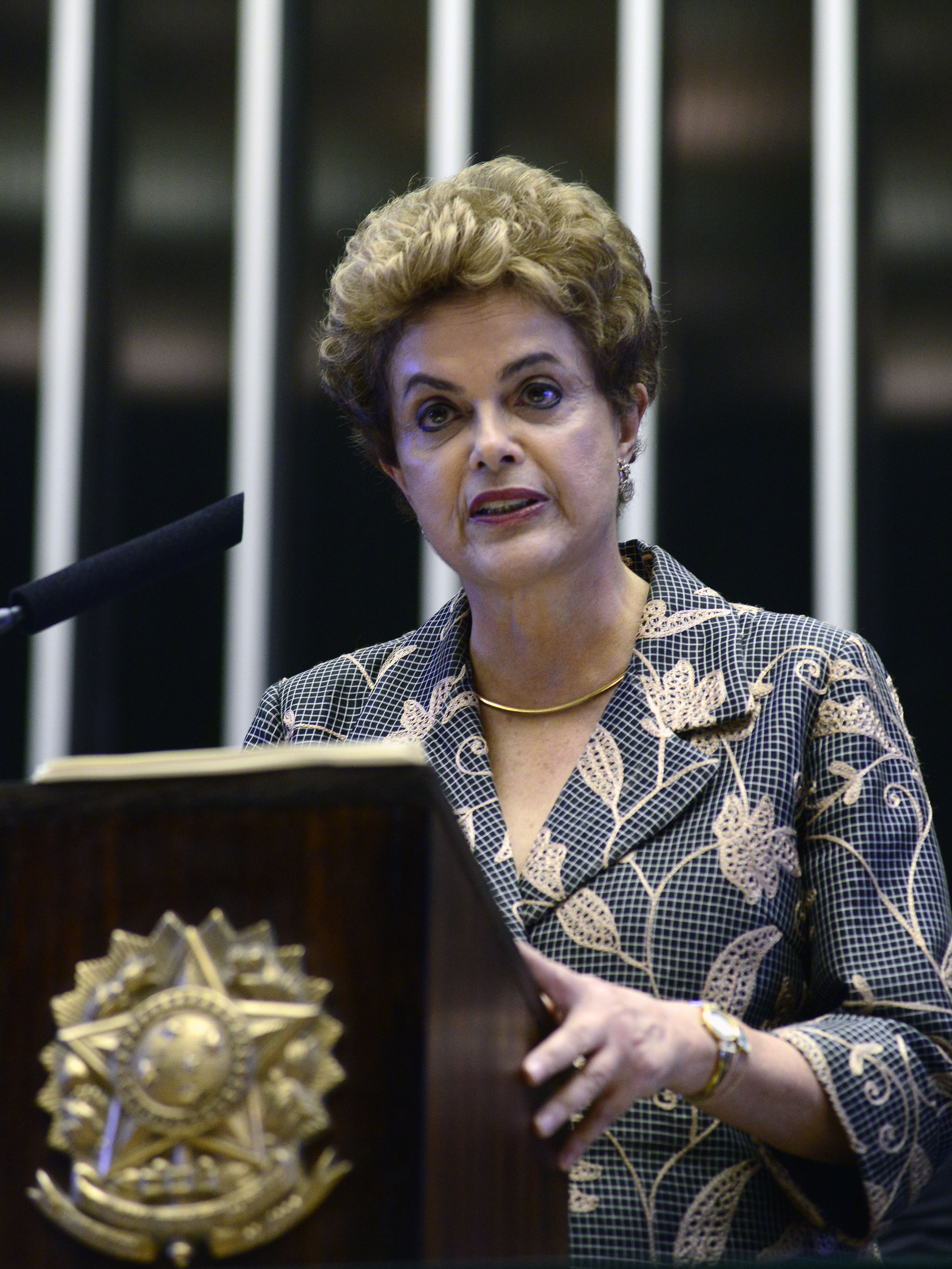
O impeachment de Dilma Rousseff desencadeou a onda conservadora em meados da década de 2010

O interesse por Hugo Chávez, a principal figura da onda rosa, diminuiu depois que sua dependência das receitas do petróleo levou a Venezuela a uma crise econômica e ele se tornou cada vez mais autoritário. A morte de Chávez em 2013 deixou a ala mais radical sem um líder claro, já que Nicolás Maduro não teve a influência internacional de seu antecessor. Em meados da década de 2010, o investimento chinês na América Latina também começou a diminuir, especialmente após a Queda do Mercado de Ações da China de 2015-2016.
Em 2015, o afastamento da esquerda se tornou mais pronunciado na América Latina, com o The Economist dizendo que a maré rosa havia diminuído e o Vice News afirmando que 2015 foi "o ano em que a 'onda rosa' mudou". Nas eleições gerais argentinas daquele ano, o candidato favorito de Cristina Fernández de Kirchner à presidência, Daniel Scioli, foi confortavelmente derrotado por seu oponente de centro-direita Mauricio Macri, em um contexto de inflação crescente, queda do PIB e queda dos preços da soja, uma exportação fundamental para o país, causando quedas nas receitas públicas e nos gastos sociais. Pouco depois, no Brasil, teve início o impeachment da presidente Dilma Rousseff, culminando em sua demissão. No Equador, o sucessor do presidente aposentado Rafael Correa, Lenín Moreno, que obteve uma vitória apertada nas eleições gerais equatorianas de 2017, mudou suas posições para a direita, fazendo com que Correa chamasse seu ex-deputado de "um traidor" e "um lobo em pele de cordeiro". Em 2016, o declínio da onda rosa viu o surgimento de uma "nova direita" na América Latina, com o The New York Times afirmando que "as paredes esquerdistas da América Latina parecem estar desmoronando devido à corrupção generalizada, a desaceleração da economia chinesa e más decisões econômicas”, e o jornal explica que os líderes de esquerda não diversificaram as economias, tinham políticas de bem-estar insustentáveis e negligenciaram comportamentos democráticos. Em meados de 2016, a Harvard International Review declarou que "a América do Sul, um bastião histórico do populismo, sempre teve uma inclinação para a esquerda, mas a predileção do continente por um bem-estar insustentável pode estar chegando a um fim dramático".
Após a virada para a onda conservadora, em 2019 seria fundado o Grupo de Puebla, que reuniria representantes políticos ibero-americanos com o objetivo de articular um modelo progressista que envolveria programas de desenvolvimento, modelos de produção e políticas de Estado. Observadores apontam Grupo de Puebla como o sucessor substituto do Foro de São Paulo.

### Novo avanço
Novos políticos à esquerda obtiveram vitórias eleitorais nos países latino-americanos no fim da década de 2010, o que suscitou questionamentos na imprensa se esse novo avanço seria constituiria um "nova guinada à esquerda" ou "nova onda rosa. O portal BBC News Brasil apontou três diferenças principais para o cenário anterior de primeiros anos do século XXI: a maior heterogeneidade na esquerda, a desassociação com o socialismo do século XXI e o cenário global diferente. Na guinada à esquerda, os presidentes eram ou radicais (como Hugo Chávez na Venezuela) ou moderados (como Michele Bachelet no Chile), enquanto que nesse novo avanço há uma "esquerda nova" (Gabriel Boric no Chile e Gustavo Petro na Colômbia), uma "esquerda populista" (Andrés Manuel López Obrador no México), uma "esquerda tradicional" (Alberto Fernández na Argentina, Luis Arce na Bolívia, e Xiomara Castro em Honduras) e uma "esquerda ditatorial" (Nicolás Maduro na Venezuela, Daniel Ortega na Nicarágua e Miguel Díaz-Canel em Cuba), segundo Marta Lagos. O sociólogo alemão Heinz Dieterich, que cunhou o conceito do socialismo do século XXI, rejeitou caracterizar o novo avanço com tal conceito. Além disso, o boom das commodities na década de 2000 favoreceu muito os governos de então, o que já não ocorre para os governos desse novo avanço.

## Representantes e linha do tempo

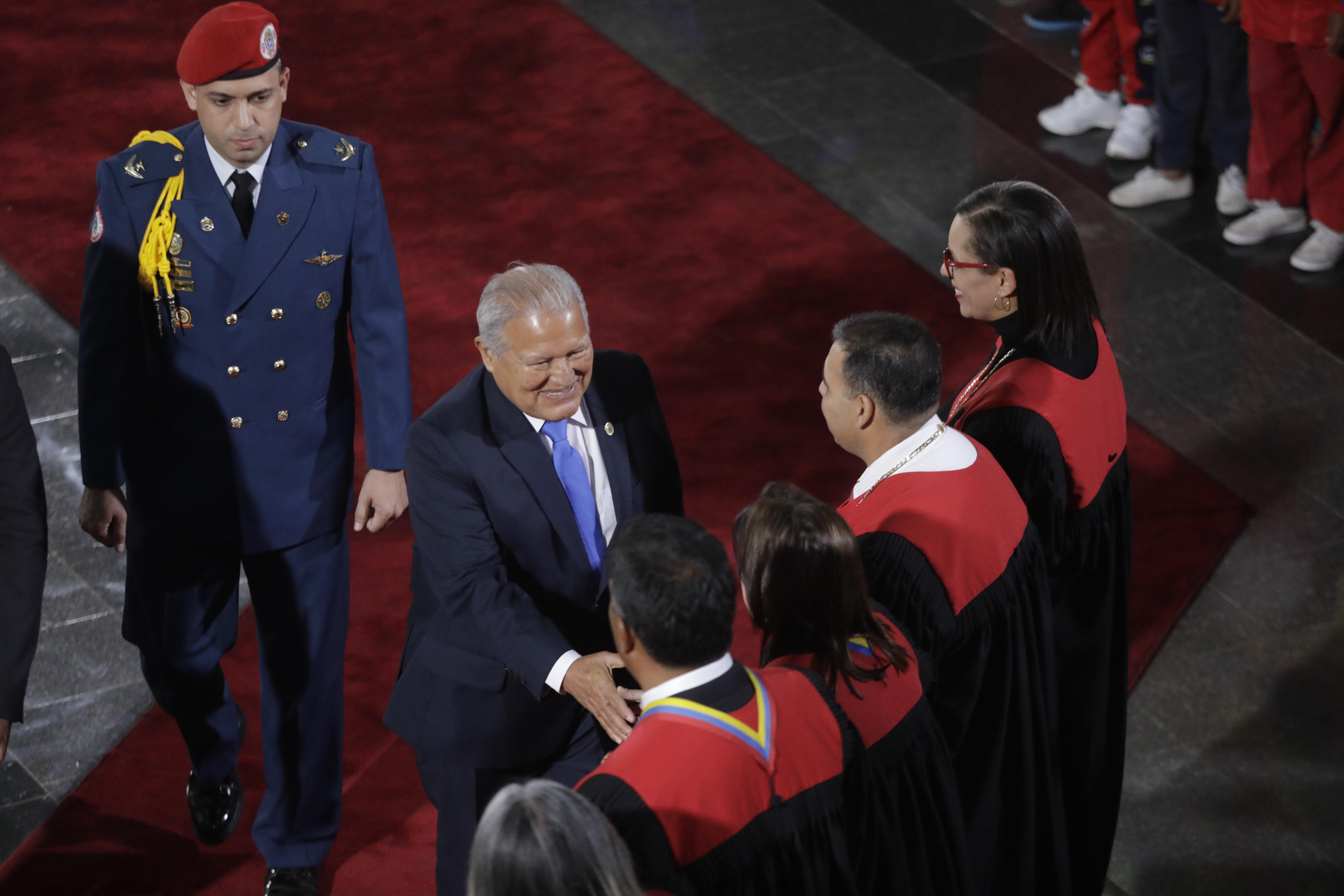
O presidente de El Salvador Sánchez Cerén no tapete vermelho durante a posse de Nicolás Maduro em janeiro de 2019

Embora governos sejam agrupados sob essa mesma categoria, as diferenças entre um e outro podem ser notáveis, por isso não devem ser vistos como governos completamente semelhantes. Em função das diferenças, não há consenso na associação de certos governos com a guinada à esquerda. Abaixo, estão listados, por ordem alfabética dos países, todos os governantes que já foram apontados como integrantes a partir de variadas fontes e entre parêntesis está o período de duração de seus governos.
| País        | Presidente                                     | Mandato                       | Ref.                       |
| ----------- | ---------------------------------------------- | ----------------------------- | -------------------------- |
| Argentina   | Néstor Kirchner Cristina Fernández de Kirchner | 2003-2007 2007-2015           | [ 9 ] [ 10 ] [ 11 ] [ 59 ] |
| Bolívia     | Evo Morales                                    | 2006-2019                     | [ 9 ] [ 10 ] [ 11 ] [ 59 ] |
| Brasil      | Luiz Inácio Lula da Silva Dilma Rousseff       | 2003-2011 2011-2016           | [ 9 ] [ 10 ] [ 11 ] [ 59 ] |
| Chile       | Ricardo Lagos Michelle Bachelet                | 2000-2006 2006-2010 2014-2018 | [ 9 ] [ 10 ] [ 11 ] [ 59 ] |
| Costa Rica  | Óscar Arias                                    | 2006-2010                     | [ nota 1 ] [ 10 ]          |
| El Salvador | Mauricio Funes Salvador Sánchez Cerén          | 2009-2014 2014-2019           | [ 59 ]                     |
| Equador     | Rafael Correa                                  | 2007-2017                     | [ 9 ] [ 10 ] [ 11 ] [ 59 ] |
| Guatemala   | Álvaro Colom                                   | 2008-2012                     | [ 60 ]                     |
| Honduras    | Manuel Zelaya                                  | 2006-2009                     | [ 10 ]                     |
| Nicarágua   | Daniel Ortega                                  | 2007-presente                 | [ nota 1 ] [ 10 ] [ 59 ]   |
| Paraguai    | Fernando Lugo                                  | 2008-2012                     | [ 9 ] [ 59 ]               |
| Peru        | Alan García Ollanta Humala                     | 2006-2011 2011-2016           | [ nota 1 ] [ 9 ] [ 11 ]    |
| Uruguai     | Tabaré Vázquez José Mujica                     | 2005-2010 2015-2020 2010-2015 | [ 9 ] [ 10 ] [ 11 ] [ 59 ] |
| Venezuela   | Hugo Chávez Nicolás Maduro                     | 1999-2013 2013-presente       | [ 9 ] [ 10 ] [ 11 ] [ 59 ] |